# Батищев, Иустин Николаевич
Иустин Николаевич Батищев (партийная кличка — Алмазов; 1882 год, Аккерман — 27 марта 1969 года, Белгород-Днестровский) — советский хозяйственный, государственный и политический деятель.

## Биография
Родился в 1882 году в Аккермане. Член КПСС с 1940 года.
Участник Первой мировой войны. С 1919 года — на хозяйственной, общественной и политической работе. В 1919—1940 годах — профессиональный революционер, организатор борьбы трудящихся Южной Бессарабии, создатель сети подпольных сельских райкомов и боевых отрядов, член Южно-Бессарабского революционного комитета, один из организаторов Татарбунарского восстания, осуждён на пожизненную каторгу после поражения восстания и «процесса пятисот», освобождён советской властью, на ответственной работе в советских органах Измаильской области.
Избирался депутатом Верховного Совета СССР 1-го и 2-го созывов.
Умер 27 марта 1969 года в Белгороде-Днестровском.